# Mobile City
Mobile City – miasto w Stanach Zjednoczonych, w stanie Teksas, w hrabstwie Rockwall.